# ジョニー・マッド・ドッグ
『ジョニー・マッド・ドッグ』（Johnny Mad Dog）は、2008年のフランス映画。映画監督・俳優として知られるマチュー・カソヴィッツがプロデュースした。
第61回カンヌ国際映画祭のある視点部門、さらには国連本部でも上映された。

## ストーリー
内乱中のリベリア。ネバー・ダイと呼ばれる大将が率いる自称・反政府軍「デスディーラー」は、各地で略奪や強姦、殺人を繰り返していた。少年部隊の隊長であるジョニー・マッド・ドッグら反政府軍の少年兵たちは、みな本名を持たず、政府の側につく者たちを「ドゴ」と呼び激しく憎んでいた。
一方、13歳の少女、ラオコレは戦争で足を失った父と、弟のフィフィとともに戦禍から逃げ回る。この物語はマッド・ドッグら少年兵たちの行軍の描写の合間に逃げ惑うラオコレの姿を織り交ぜ進行してゆく。
反政府軍の首都突入とともに、市街へと侵攻したマッド・ドッグらは、仲間と共にウージーを鹵獲したり、逃げ遅れた少年をなじっていた。そして、ある建物でマッド・ドッグが単身索敵を行ったが、そこでラオコレ姉弟と出くわす。しかし、なぜかマッド・ドックは彼女に一切危害を加えず立ち去った。一方、ラオコレは弟とはぐれ、父は撃たれてしまい、国連軍の病院に向かう。
その後、政府転覆が成功し、ネバー・ダイは常備軍の兵士となった一方、マッド・ドッグは身分と名を失う。なんとか病院の警備の仕事を宛がわれたものの、生まれてこの方「まとも」な生き方をしてこなかったマッド・ドッグは慣れない仕事に戸惑うばかりだった。そのさなか、父を亡くし、行方不明の弟を探し続けるラオコレは、マッド・ドッグとばったり再会する。マッドドッグは、人殺しと罵るラオコレのことを覚えていなかったのだが、とりあえず彼女と連れの孤児に対して親切に接しようとした。しかし、憎悪に燃えるラオコレは、AK-47を奪い取り、台尻でマッドドッグを殴りつけたあげく、涙を流しながら銃口を向けのだった。

## キャスト
作品には実際に戦った元少年兵を起用している。
- クリストフ・ミニー：ジョニー・マッド・ドッグ
- デジー・ヴィクトリア・ヴァンディ：ラオコレ
- ダグベス・トゥウェ：ノーグッド・アドバイス
- モハメッド・セセイ：バタフライ

## 受賞歴
第61回カンヌ国際映画祭
- 受賞: Regard Hope賞

第6回SKIPシティ国際Dシネマ映画祭
- 受賞: 監督賞 - ジャン＝ステファーヌ・ソヴェール